# Персиваль, Артур Блэйни
Артур Блэйни Персиваль (1874—1940) — британский охотник и натуралист, действовавший в Восточной Африке.

## Биография
Персиваль был членом экспедиции Королевского общества на Аравийский полуостров в 1899 году, которую возглавлял таксидермист У. Додсон. В 1901 году он уехал в Восточную Африку и стал первым смотрителем и рейнджером в Кении и оставался им до самого выхода на пенсию в 1923 году. Он построил несколько охраняемых территорий и был одним из лиц, ответственных за создание «Постановления о восточноафриканских трофеях», закона об охоте. В 1909 году Персиваль стал одним из основателей Общества естественной истории Восточной Африки и Уганды.
Персиваль являлся одним из самых известных знатоков африканской дикой природы и востребованным охотником. Он также опубликовал несколько книг, в том числе «Записную книжку трофейного охотника» в 1924 году и «Трофейный охотник о сафари» в 1928 году.

## Названные таксоны
В честь Персиваля был назван ряд видов животных и птиц, в том числе, Oriolus percivali, Rhynchostruthus percivali, Cloeotis percivali, Acomys percivali, Gerbillus percivali.